# Kóken
Kóken (japonsky 孝謙天皇, Kóken-tennó neboli císařovna Kóken, 718 – 28. srpen 770), v druhém období své vlády známá jako císařovna Šótoku (称徳天皇, Šótoku-tennó) byla čtyřicátým šestým a čtyřicátým osmým císařem Japonska v souladu s tradičním pořadím posloupnosti.
Císařovna Kóken vládla v období od roku 749 do roku 758. Po vzpouře Fudžiwary no Nakamora (14.–21. října 764) opětovně usedla na trůn, tentokrát jako císařovna Šótoku, a vládla od roku 765 až do své smrti v roce 770. Byla si velmi blízká s knězem Dókjóem, kterého roku 764 jmenovala nejvyšším ministrem. V roce 766 jej povýšila na hó-ó, kněžského císaře. Roku 770 se Dókjó pokusil dokonce sám usednout na Chryzantémový trůn. Zabránila mu v tom císařovnina smrt a důrazný odpor šlechty.
V japonských dějinách byla Kóken/Šótoku šestou z osmi žen, jež se staly vládnoucími císařovnami. Pět vládnoucích císařoven před Kóken/Šótoku byly Suiko, Kógjoku/Saimei, Džitó, Gemmei a Genšó. Dvě další samostatné vládkyně na Chryzantémovém trůně po Kóken/Šótoku byly Meišó a Go-Sakuramači.

## Legenda
Osobní jméno (imina), které dostala při narození a používala před nástupem na trůn, bylo Abe (阿倍). Jejím otcem byl císař Šómu, matkou císařovna-manželka Kómjó.

### Události za vlády Kóken
Poté co se císař Šómu vzdal v 25. roce své vlády 19. srpna 749 trůnu, stala se následnicí jeho dcera. Krátce nato nastoupila na Chryzantémový trůn.
Spiknutí v roce 757, jehož cílem bylo svržení císařovny Kóken, se nevydařilo. V tomtéž roce jmenovala svým korunním princem svého bratrance prince Óiho a následujícího roku se Kóken po devíti letech vlády vzdala trůnu v jeho prospěch. Princ Ói pak vešel ve známost jako císař Džunnin.
V říjnu roku 764, v šestém roce vlády císaře Džunnina, vyvolal jeho kancléř Fudžiwara no Nakamaro, který za císaře prakticky vládl, vzpouru proti bývalé císařovně Kóken, která od roku 760 začala opět hrát aktivnější politickou roli, neboť jí nebylo po chuti, že Fudžiwara na sebe strhl prakticky veškerou moc, a jejímu oblíbenci Dókjóovi. Po potlačení tohoto povstání, takzvané Fudžiwarovy rebelie, Kóken svého adoptivního syna sesadila a opětovně se ujala vlády v zemi. Hned 26. ledna následujícího roku formálně znovu usedla na Chryzantémový trůn jako císařovna Šótoku.
Císařovna Šótoku zemřela v 57 letech 28. srpna 770 po pěti letech vlády. Jelikož nezanechala žádného dědice, usedl na uprázdněný trůn její bratranec z třetího kolena princ Širakabe, později císař Kónin.

## Odkaz
Období, v němž vládla Kóken, bylo neklidné. Přestála dva pokusy o převrat vedené Tačibanou no Naramarem a Fudžiwarou no Nakamarem. V dnešní době je připomínána zejména díky svému údajnému vztahu s buddhistickým mnichem Dókjóem, jehož poctila mocí a tituly.
Císařovna Šótoku je pak známa svojí podporou tisku buddhistických modliteb Hjakumantó darani tištěných na svitky papíru a vkládaných do miniaturních dřevěných pagodek, jež byly přidělovány do chrámů po celé zemi. Jednalo se o nejrozsáhlejší tiskovou produkci v dávném Japonsku a dnes nejstarší doklad japonského tisku. Založila rovněž buddhistický chrám Otagi Nenbucudži v historické oblasti Arašijama u Kjóta.
Stejně jako tomu bylo u dalších šesti vládnoucích císařoven, jejichž následníci byli obvykle vybíráni z mužů otcovské císařské rodové linie, nastoupil i po císařovně Kóken/Šótoku na Chryzantémový trůn muž. Proto někteří konzervativní vzdělanci zastávají názor, že ženy-panovnice vládly vždy pouze dočasně, a že proto musí být v 21. století zachována tradice pouze mužského nástupnictví. Jedinou výjimkou stojící proti této konvenční argumentaci tak zůstává císařovna Gemmei, po níž nastoupila na trůn její dcera, císařovna Genšó.
Císařovna Kóken/Šótoku je tradičně uctívána ve své hrobce. Úřad pro záležitosti japonského císařského dvora stanovil Císařské mauzoleum Takano (高野陵, Takano no Misasagi) v Naře jako její mauzoleum. Areál je veřejně přístupný.